# Mellvédnek támaszkodó férfi
A mellvédnek támaszkodó férfi Georges Seurat festménye, amely a New York-i Metropolitan Művészeti Múzeum gyűjteményének része.

## Keletkezése
A festmény Georges Seurat egyik legkorábbi alkotása, azokhoz az 1880-ban és 1881-ben festett képekhez tartozik, amelyeken a művész egyetlen, gondolataiba merülő vagy munkájába belefeledkezett figurát ábrázol. Egyes vélemények szerint keletkezési ideje akár 1878 vagy 1879 is lehet.
A kisméretű, 16,5 × 12,4 centiméteres, falapra festett olajkép Seurat 1891. március 29-ei váratlan halála után került elő a passage de l’Élysée-des-Beaux-Arts 39. alatti műterméből. Seurat nagyjából százhatvan kisméretű falapra, főként szivardoboz-fedélre festett képet, saját szóhasználata szerint croquetont készített. Ezek előtanulmányok voltak tervezett nagyobb alkotásokhoz.
A műtermi örökség felmérésben, elosztásában Madeleine Knobloch, a festő szeretője, a Púderező fiatal nő modellje, Émile Seurat, a művész fivére, Paul Signac és Maximilien Luce festő, valamint Félix Fénéon kritikus vett részt 1891. május 3-án. A festményt a hagyatéki jegyzékben 1. számú panelként rögzítették, ami egyfajta hierarchikus besorolást is megtestesített. A képen megmutatkozik a művész tehetsége a gondosan kimért fényhatások, a merész sziluettek és a lapos formák alkalmazásában. A festményen könyöklő férfi a párizsi Louvre előtti Szajna-parton áll, a túloldalon az Institut de France látszik.